# Колобов, Юрий Владимирович
Юрий Владимирович Колобов (укр. Юрій Володимирович Колобов; род. 8 апреля 1973, Павлоград, Днепропетровская область) — министр финансов Украины с февраля 2012 по 27 февраля 2014 года, заслуженный экономист Украины (2013).

## Биография
Обучался в Приднепровской госакадемии строительства и архитектуры и Харьковском госуниверситете.
В 1995—2000 годах сотрудник Приватбанка.
В 2000—2001 годах сотрудник банка «Кредит-Днепр».
В 2001—2002 годах заместитель главы правления банка «Сосьєте Женераль Україна». Затем в ТАС-Инвестбанке.
В 2003—2008 годах директор казначейства Ощадбанка.
С июня по декабрь 2008 года глава правления «БТА Банк».
В 2010 году заместитель, 1-й заместитель главы правления Укрэксимбанка.
С декабря 2010 по февраль 2012 года 1-й заместитель главы Национального банка Украины Сергея Арбузова.
Отмечая в одном из своих интервью по поводу тарифов на газ для населения, что в корне неправильно, что бюджет должен компенсировать «Нафтогазу» и ту часть разницы в тарифах, которую недоплачивают состоятельные граждане, потребляющие газ как раз в наибольших объёмах отметил, что «бедные уж точно не должны платить за богатых».
Госслужащий 3 ранга (2011).
С 18 декабря 2012 по 27 февраля 2014 года — министр финансов Украины.

## Уголовное дело
После отстранения Януковича покинул страну. Был объявлен в розыск. 12 января 2015 года Юрий Колобов внесён в базу розыска Интерпола. Он обвиняется «в хищении финансовых средств в особо крупном размере в составе организованной группы с использованием служебного положения».
В сентябре 2014 года СБУ также открыла уголовное производство в отношении Юрия Колобова и других бывших членов правительства Николая Азарова по подозрению в растрате государственного бюджета.
20 января 2015 года Печерский районный суд Киева заочно арестовал Колобова.
В начале марта 2015 года Колобов был задержан в Испании.
В августе 2015 года попросил статус беженца в Испании.
18 января 2015 года газета "El Confidencial" сообщила, что испанская полиция отказалась выдавать подозреваемого Украине, поскольку считает, что дело по Колобову может носить политический характер.
В настоящее время Юрий Колобов проживает в Испании.
21 февраля 2018 года Печерский райсуд Киева закрыл уголовное производство в отношении бывшего министра финансов Юрия Колобова в связи с истечением сроков давности. Об этом сообщает Радио Свобода, ссылаясь на адвоката Колобова Игоря Фомина.

## Хобби
Юрий Колобов любит играть в баскетбол.
В 2012—2013 годах Колобов продвигал идею проведения на Украине Чемпионата Европы по баскетболу «Евробаскет-2015».
В мае 2016 года Юрий Колобов назначен Председателем опекунского совета Федерации баскетбола Украины.
Колобов помог кадетской сборной Украины по баскетболу принять участие в турнире U-15, который проходил в Испании.
Также Юрий Колобов заявлен в список игроков ветеранской сборной Украины по баскетболу.